# Christiane Heinemann
Christiane Heinemann (* 24. September 1964 in Tutzing)  ist eine deutsche Schauspielerin.

## Leben und Karriere
Nach ihrem Abitur nahm Heinemann Schauspielunterricht bei Ruth von Zerboni und absolvierte zudem eine Tanz- und Gesangsausbildung. 1989 erhielt sie eine tragende Rolle in der sechsteiligen Jugendserie Petticoat – Geschichten aus den Fünfzigern, in der sie die Freundin von Timothy Peach spielte. Danach sah man sie in Fernsehserien wie Insel der Träume und Großstadtrevier. Neben ihren raren Fernsehauftritten spielt Heinemann vor allem Theater. Engagements führten sie u. a. nach Frankfurt, Hamburg, Bern, Braunschweig, Saarbrücken, Ulm und Hannover.

## Filmografie
- 1989: Petticoat – Geschichten aus den Fünfzigern (Miniserie)
- 1991: Insel der Träume (Fernsehserie) – Folge: Meine zwei Väter
- 1992: Aktenzeichen XY … ungelöst (Fernsehreihe)
- 1993: Verkehrsgericht (Fernsehreihe) – Folge: Unfallflüchtig: Zwei Fußgänger
- 1996: Aktenzeichen XY … ungelöst
- 1999: Großstadtrevier (Fernsehserie) – Folge: Der süße Betrug
- 1999: Der letzte Zeuge (Fernsehserie) – Folge: Die Bank, die Liebe, der Tod

## Theater
- 2001: Auf und davon, Stadthalle Neusäß
- 2009: Sekretärinnen[2]